# S型地雷
S型地雷（德語：Schrapnellmine），又稱為“弹跳贝蒂（Bouncing Betty ）”，为德国陆军於第二次世界大战期間所使用之地雷。
S型地雷的变体有SMi-35型地雷和SMi-44型地雷，两者主要差别在于，SMi-35 的引信位于雷体的中央，而SMi-44型地雷的引信则是中央偏向一侧的位置。
S型地雷被触发后，发射药会将其上推至0.9米和1.5米高的空中，然后在半秒之内，主装药引爆，钢珠四溅，极大地杀伤位于周围的士兵。
S型地雷于1935年投入生产，是第三帝国防御战略的关键部分。在1945年停止生产之前，德国生产了超过193万枚S型地雷。在整个战争期间，这些地雷造成了重大伤亡，并减缓甚至击退了进入德国控制的领土。